# Binnayaga-Höhlenkloster

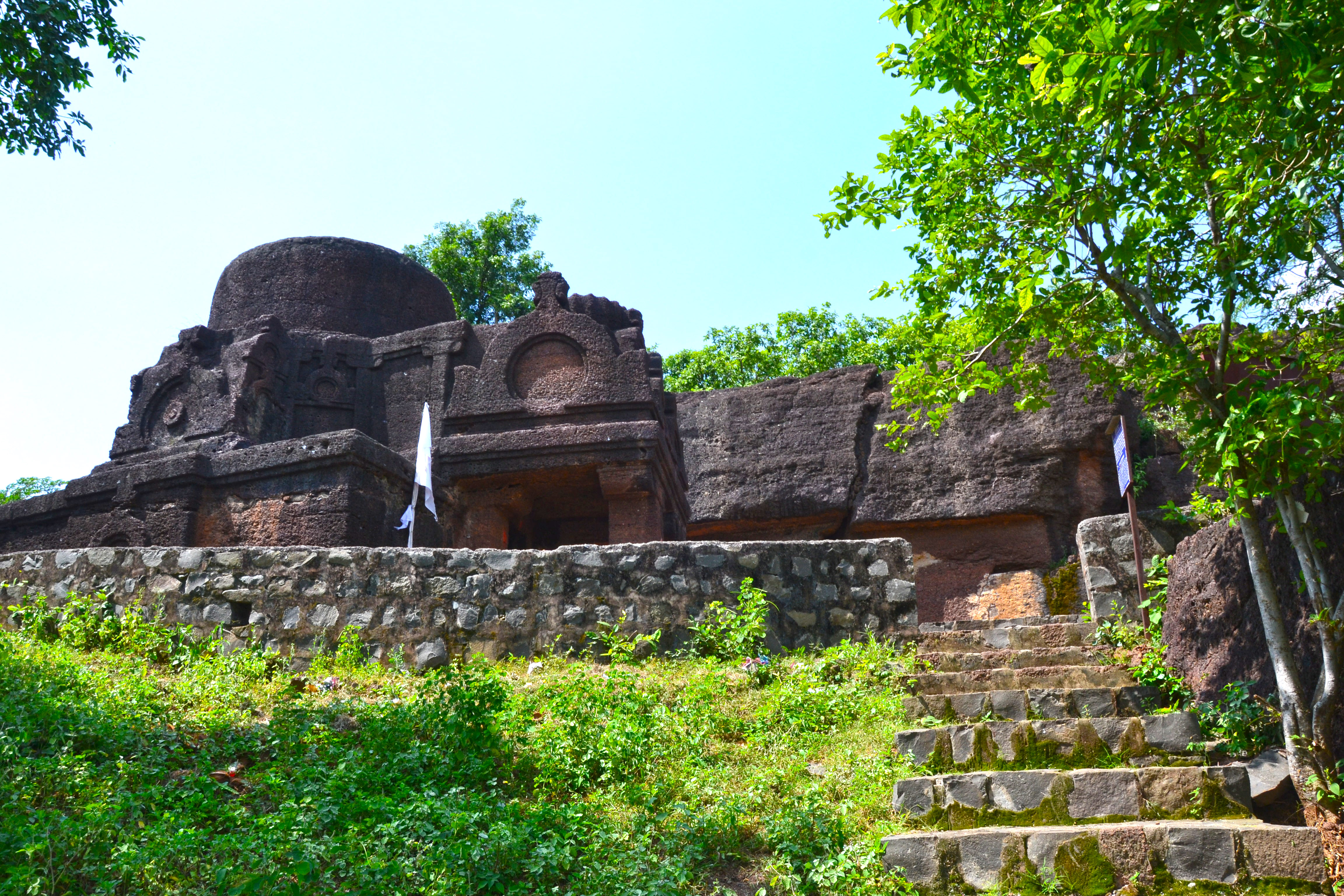
Binnayaga-Höhlenkloster

Das Binnayaga- oder Vinayaga-Höhlenkloster ist ein buddhistisches Höhlenkloster im Distrikt Jhalawar im Südosten des indischen Bundesstaats Rajasthan.

## Lage
Das Binnayaga-Höhlenkloster liegt gut 3 km (Fußweg) östlich des Dörfchens Binnayaga bzw. ca. 10 km nordöstlich des Kolvi-Höhlenklosters im südöstlichen Zipfel Rajasthans nahe der Grenze zum Bundesstaat Madhya Pradesh in einer Höhe von ca. 450 m. Die nächstgelegene Großstadt ist Mandsaur (ca. 100 km Fahrtstrecke westlich); der nächste Bahnhof befindet sich in der Stadt Bhawani Mandi (ca. 43 km nördlich).

## Geschichte
Das nur aus ca. 5 Bauten bestehende Binnayaga-Höhlenkloster vermittelt – wie die nahegelegenen Anlagen von Kolvi und Hathiagor auch – den Eindruck einer kleinen regionalen Pilgerstätte, mit deren Bau im 2. oder 3. Jahrhundert begonnen worden sein dürfte; im 8. oder 9. Jahrhundert (vielleicht schon früher) wurde die komplette Anlage aufgegeben.

## Architektur
Der hier natürlich anstehende Stein wird als Laterit bezeichnet; er ist porös und zeigt starke Verwitterungsspuren. Das religiös-kultische Zentrum der Anlage ist nicht – wie sonst üblich – eine Chaitya-Halle, sondern ein von einem Stupa überhöhter Felsentempel mit Chaitya-Scheinfenstern (chandrasalas). In der Nähe befindet sich eine Felshöhle mit einem zweiseitig umschlossenen Hofbereich, die wahrscheinlich ehemals als Wohnbereich der hier lebenden Mönche (vihara) diente. Kleinere Votivstupas stammen aus späterer Zeit.